# جيروم كورسي
جيروم كورسي (بالإنجليزية: Jerome Corsi)‏ هو منظر المؤامرة وكاتب ومؤلف أمريكي، ولد في 31 أغسطس 1946 في إيست كليفلاند في الولايات المتحدة.

## وصلات خارجية
- جيروم كورسي على موقع IMDb (الإنجليزية)
- جيروم كورسي على موقع إن إن دي بي (الإنجليزية)